# Суєтський район
Сує́тський район (рос. Суетский район) — муніципальний округ у складі Алтайського краю Російської Федерації.
Адміністративний центр — село Верх-Суєтка.

## Історія
Район утворений 1944 року.
2011 року ліквідована Берегова сільська рада, територія увійшла до складу Верх-Суєтської сільської ради. 2015 року ліквідована Ільїчівська сільська рада, територія увійшла до складу Нижньосуєтської сільської ради.
2022 року Суєтський район перетворено в муніципальний округ зі збереженням старої назви, при цьому були ліквідовані усі сільські поселення:
| Поселення                     | Площа, км² | Населення, осіб (2002) | Населення, осіб (2010) | Населення, осіб (2019) | Центр         | Населені пункти |
| ----------------------------- | ---------- | ---------------------- | ---------------------- | ---------------------- | ------------- | --------------- |
| Александровська сільська рада | 144,08     | 878                    | 713                    | 601                    | Александровка | 3               |
| Боронська сільська рада       | 194,03     | 811                    | 450                    | 291                    | Боронський    | 3               |
| Верх-Суєтська сільська рада   | 332,87     | 3281                   | 2573                   | 2279                   | Верх-Суєтка   | 4               |
| Нижньосуєтська сільська рада  | 437,20     | 1790                   | 1384                   | 1086                   | Нижня Суєтка  | 4               |

## Населення
Населення — 4257 осіб (2019; 5120 в 2010, 6760 у 2002).

## Населені пункти
| №  | Населений пункт                | Населення, осіб (2002) | Населення, осіб (2010) |
| -- | ------------------------------ | ---------------------- | ---------------------- |
| 1  | Александровка, село            | 646                    | 542                    |
| 2  | Береговий, селище              | 85                     | 50                     |
| 3  | Боронський, селище             | 501                    | 246                    |
| 4  | Верх-Суєтка, село              | 2600                   | 2224                   |
| 5  | Добровольський, селище         | 44                     | 13                     |
| 6  | імені Владіміра Ільїча, селище | 284                    | 164                    |
| 7  | Михайловка, селище             | 276                    | 176                    |
| 8  | Нижня Суєтка, село             | 1142                   | 985                    |
| 9  | Ніколаєвка, селище             | 34                     | 28                     |
| 10 | Октябрський, селище            | 279                    | 182                    |
| 11 | Сибірський Гігант, селище      | 228                    | 161                    |
| 12 | Осиновський, селище            | 317                    | 117                    |
| 13 | Український, селище            | 188                    | 158                    |
| 14 | Ціберманово, селище            | 136                    | 74                     |